# 陳坑巡檢司城
陳坑巡檢司城是明朝時江夏侯周德興在今日中華民國福建省金門縣一帶所建的五個巡檢司城之一，位於福建省同安縣十八都，約在現今金湖鎮正義里成功村金門日報社附近。而其興建年代一說為明洪武二十年（1387年）、一說為洪武二十五年（1392年），後於滿清康熙二年（1663年）金門被攻陷後實施海禁遷界時遭到毀壞，現已不存。

## 建築
陳坑巡檢司城設有一門，城牆周長一百五十三丈、寬一丈一尺、高一丈七尺，並設有四間窩鋪。

## 陳坑巡檢司
明初時置有巡檢司一員（從九品）、司吏一員與百名弓兵，工食名皆七兩二錢。後於嘉靖三十九年（1560年）將弓兵裁為七十名，後又改為二十名，四十二年（1563年）時為十二名，萬曆九年（1581年）時遭到裁撤。